# Myro (apéritif)
Pour les articles homonymes, voir Myro.
Le myro est un apéritif mélangeant de la crème de myrtille des montagnes d'Ardèche et du vin rosé à raison d'une dose de crème pour sept doses de vin.

## Apéritif régional
Il a été promu au rang d'apéritif vigneron dans tout le vignoble de la vallée du Rhône par Inter Rhône. 